# Jarvis Landry
Jarvis Charles Landry (* 28. November 1992 in Convent, Louisiana) ist ein ehemaliger US-amerikanischer American-Football-Spieler auf der Position des Wide Receivers. Zuletzt spielte er für die New Orleans Saints in der National Football League (NFL), zuvor stand Landry bei den Miami Dolphins und den Cleveland Browns unter Vertrag.

## Frühe Jahre
Landry ging auf die High School in Lutcher, Louisiana. Später besuchte er die Louisiana State University, wo er in seiner letzten Saison für das College-Football-Team der Universität 77 Passfänge für 1.193 Yards erlangte und dabei zehn Touchdowns erzielte.

## NFL
Landry wurde im NFL Draft 2014 in der zweiten Runde an 63. Stelle von den Miami Dolphins ausgewählt. Am 12. Oktober 2014, im Spiel gegen die Green Bay Packers, erzielte er seinen ersten Touchdown für das Franchise. Er beendete seine Rookiesaison mit 758 gefangenen Yards und fünf Touchdowns. Außerdem erzielte er 1.158 Yards als Return Specialist.
Im ersten Spiel seiner zweiten Saison, am 13. September 2015 gegen die Washington Redskins, gelang ihm sein erster Touchdown nach einem Punt. Er beendete die Saison mit 1.157 gefangene Yards (4 Touchdowns). Nach der Saison 2015 wurde er nachträglich für den verletzten Antonio Brown in den Pro Bowl gewählt.
Landry fing in seinen ersten zwei Saisons in der NFL 194 Pässe, was einen NFL-Rekord darstellte, der 2017 von Michael Thomas gebrochen wurde.
Auch in der Saison 2016, seinem dritten Jahr in der Liga, lieferte Landry wie gewohnt für sein Team aus Florida gut ab. Er schaffte 1.136 Yards und 4 Touchdowns. Für seine konstant guten Leistungen wurde Landry zum zweiten Mal in den Pro Bowl gewählt.
Am 9. März 2018 tauschten die Dolphins Landry für einen Viertrundenpick im NFL Draft 2018 und einen Siebtrundenpick im NFL Draft 2019 zu den Cleveland Browns.
Nach vier Saisons bei den Browns, in denen Landry 3.560 Yards Raumgewinn erzielte, in zwei Pro Bowls gewählt wurde und in der Saison 2020 beim ersten Play-off-Sieg der Browns seit 1994 einen Touchdownpass fing sowie 92 Yards Raumgewinn erzielte, entließen sie ihn am 14. März 2022.
Im Mai 2022 nahmen die New Orleans Saints Landry unter Vertrag.

## Persönliches
Jarvis älterer Bruder Gerald spielte College Football auf der Southern University, sein Cousin Glenn Dorsey spielt als Nose Tackle für die San Francisco 49ers in der NFL.
Sein bester Freund ist Odell Beckham Jr., welcher vom 13. März 2019 bis November 2021 ebenfalls für die Browns gespielt hat.